# Bitwa pod Czerniowcami
Bitwa pod Czerniowcami (sierpień 1506) - Bitwa stoczona w czasie wojny z hospodarem mołdawskim Bohdanem III o Pokucie. Hetman wielki koronny Mikołaj Kamieniecki na czele 3 tys. ludzi przegnał załogi mołdawskie z Pokucia i pod Czerniowcami rozbił kilkutysięczną armię Mołdawian. Wyprawa ta nie zakończyła jednak konfliktu z hospodarem.